# ماديسون كوبر
ماديسون كوبر (بالإنجليزية: Madison Cooper)‏ (3 يونيو 1894، واكو في الولايات المتحدة - 28 سبتمبر 1956، واكو في الولايات المتحدة)؛ كاتب، صحفي وروائي أمريكي.